# Виешурс
Вие́шурс, Ка́кишэзерс, Ка́кишу или Ка́ките (латыш. Viešūrs, Kaķīša ezers, Kaķīšu ezers, Kaķītis, Tulderu ezers, Vesenbergu ezers, Vēžu ezers, Viešu ezers, Viešura ezers, Viešūra ezers) — озеро в Вестиенской волости Мадонского края Латвии. Относится к бассейну Даугавы.
Площадь водной поверхности — 176 га. Наибольшая глубина — 35 м, средняя — 5,2 м.